# Modernisme socialiste

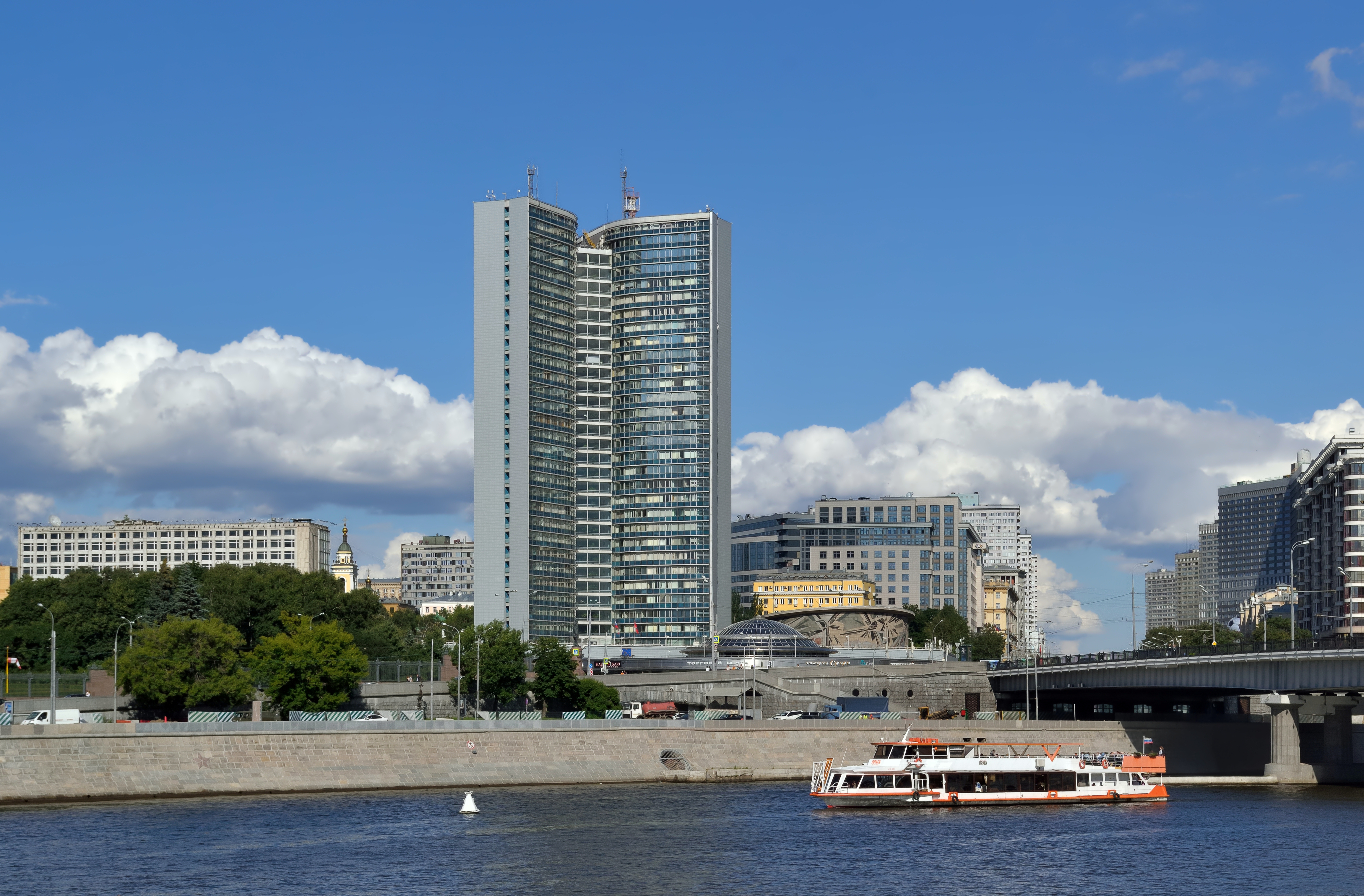
Siège du Comecon à Moscou..

Le modernisme socialiste est un style d'architecture principalement répandu en Europe de l'Est et dans l'ancienne zone d'influence soviétique, mais également dans la plupart des pays ayant eu une histoire politique liée au socialisme ou au communisme, sur une période allant environ de 1955 à 1991, à l'instar du Palais de la République en ex-RDA ou du monument de Bouzloudja en Bulgarie,,,,.
En Union soviétique et dans les pays du pacte de Varsovie, c'est un style architectural qui fait suite à l'architecture stalinienne et à l'architecture postconstructiviste, faisant elles-mêmes suite à l'architecture constructiviste des avant-gardes soviétiques précédentes. Le modernisme socialiste cohabite des années 1950 à la chute de l'URSS avec divers styles architecturaux, dont les architectures brutalistes des années 1960 à 1980 et le postmodernisme qui suit.

## Bâtiments emblématiques
- 1954 - 1963 / Station Warszawa Powiśle (pl), Varsovie, Pologne[6],[7].
- 1961 / Supersam (en), Varsovie, Pologne[8].
- 1967 / Pavillon Moscou (initialement appelé Pavillon No 70), Montréal, Canada. Remonté à Moscou, Russie, vers 1975.
- 1971 / Spodek, Katowice, Pologne.
- 1971 et 1980 / Siège du Parti communiste français, Paris, France.
- 1977 / Palais de la République, Berlin-Est, RDA.
- 1981 / monument de Bouzloudja, Bulgarie.
- 1981 / Cirque d'état de Chișinău[9],[10],[11].
- 1983 / Maison de la radio slovaque (en) ; Bratislava, Slovaquie.
- 1984 /  Palais des mariages,Tbilisi, Géorgie.

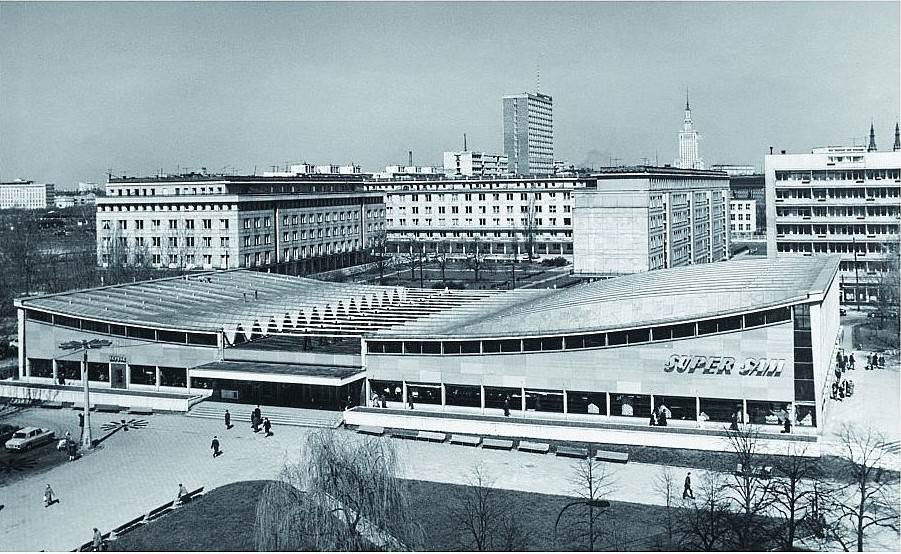
Supersam (en), Varsovie (1961).
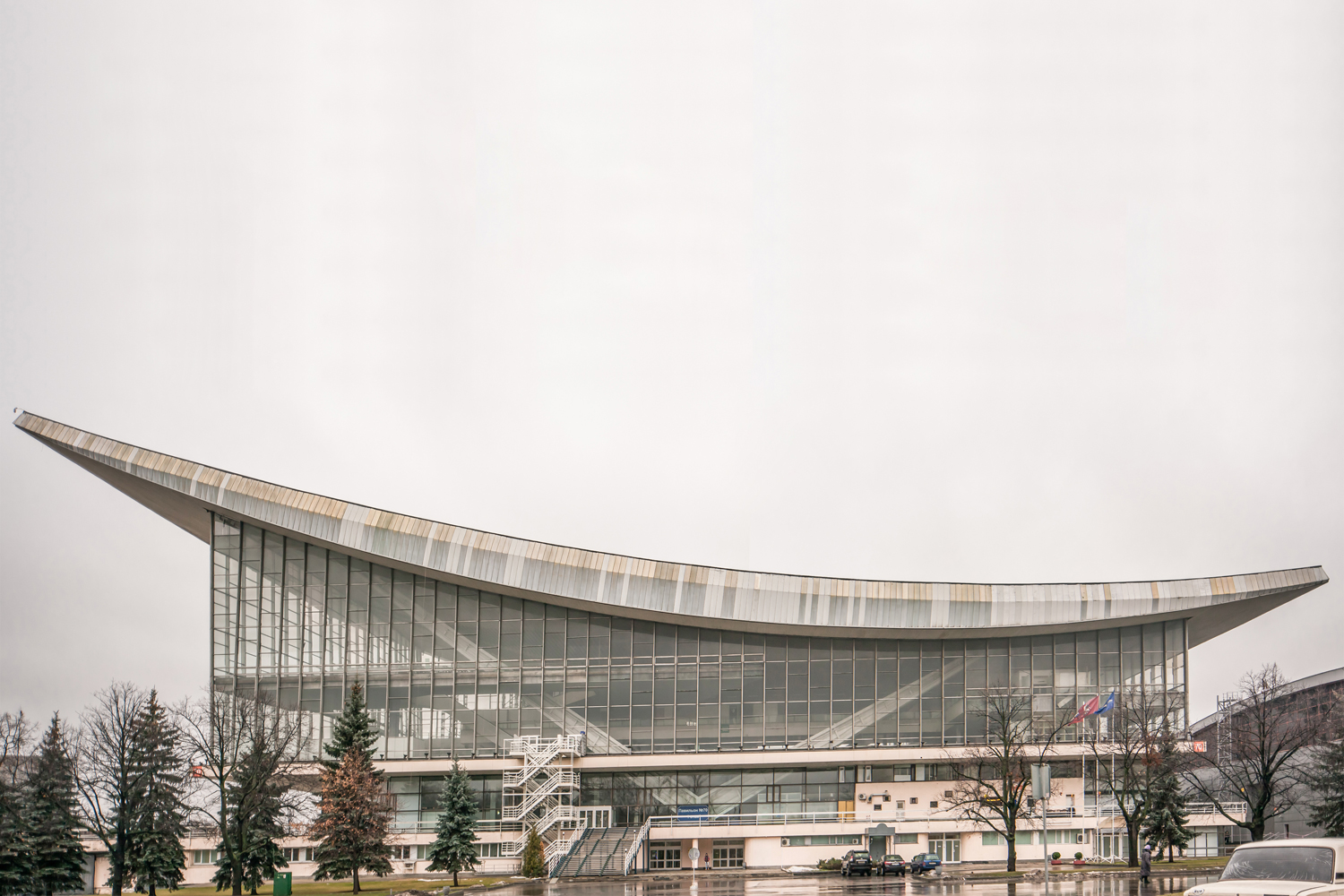
Le Pavillon Moscou, à Moscou (1967).
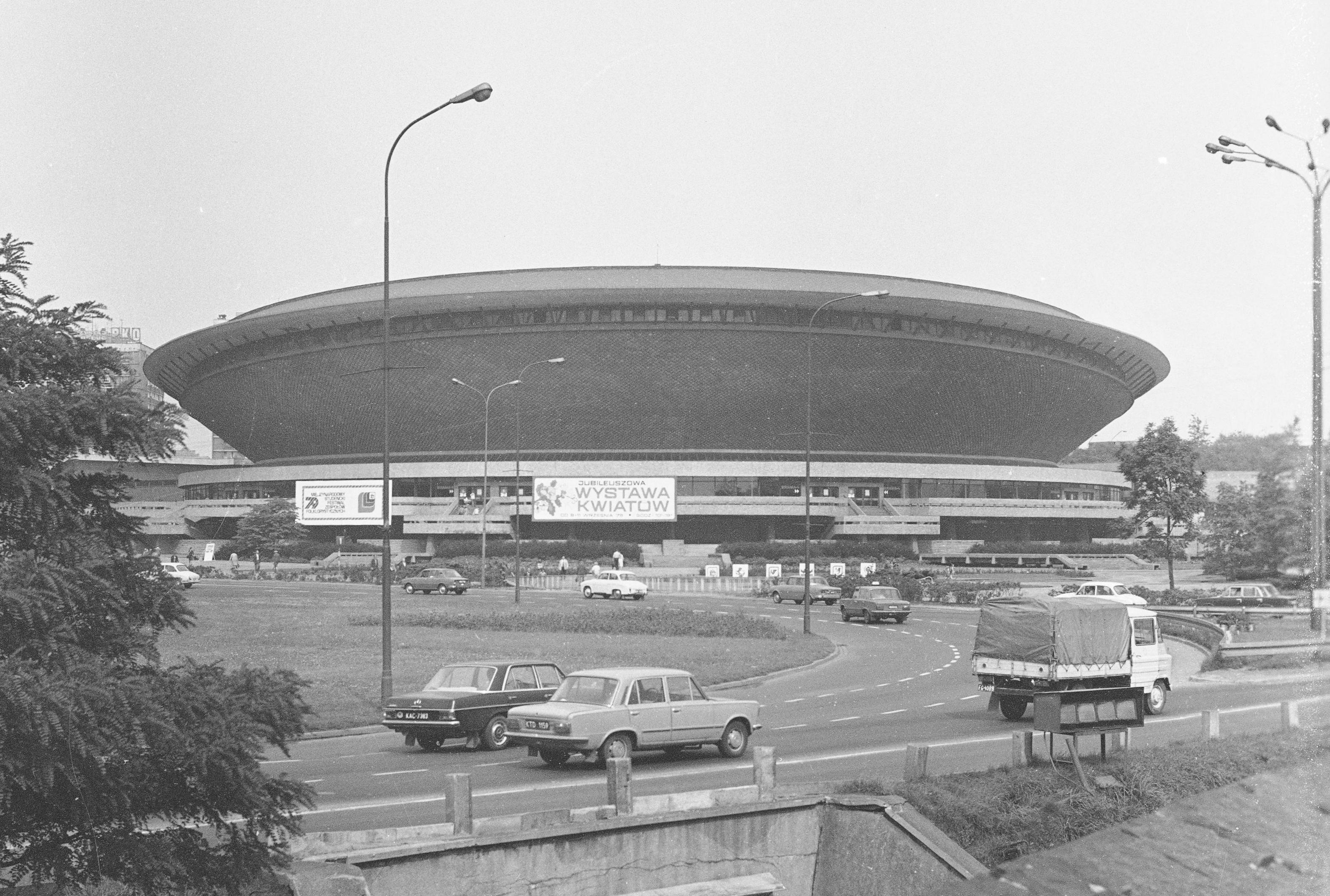
Spodek, Katowice (1971).
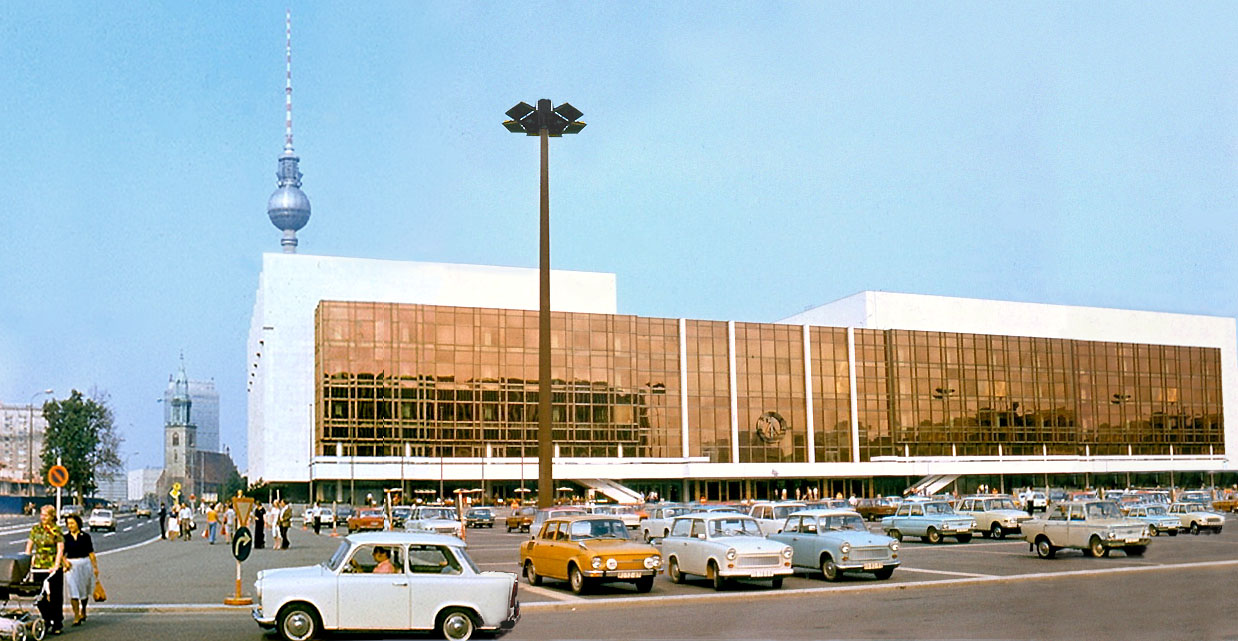
Le Palais de la République, à Berlin-Est (1977).